# 香月千鶴
香月 千鶴（かつき ちづる、1977年7月16日 - ）は、エフエム福岡のアナウンサー兼プロデューサー。
血液型はO型。ニックネームは「かつきちゃん」。

## 経歴
大阪府出身、北九州市八幡西区育ち。福岡県立東筑高等学校、九州芸術工科大学（現・九州大学芸術工学部）卒業。

## 人物
- 学生時代はバスケットボール、陸上競技などを経験。そのせいもあってか、身長は171cmと長身である。（番組共演者の中島浩二からは「2メートルくらいある（ように見える）」などと言われることもある。）
- 2000年にFM福岡に入社。当時は技術部に所属し、ホームページ作成などを担当していた。しかしその後のアナウンサー不足の影響もあってか、2000年代中盤からは見習いアナウンサーとして登場。当初は深夜番組や早朝の担当であったが、2009年6月に当時の局アナであった中島愛の退社に伴ってSATURDAY MORNING EYEを担当したことを皮切りに徐々に生ワイド番組の担当も増えつつある。
- 元々はペーパーデザインの仕事に就きたかったが、違うジャンルでのデザインのことを勉強したかったということと、音楽がとても好だったのでそういう場で仕事したいということでFM福岡を受験した。
- 学生時代にサンハウスのコピーバンドをしていたことがある。そのときはドラムを担当していた。
- 片付けが得意。会社のデスクはいつもきれいだという。

## 現在の担当番組

### 出演
- マスクフジコーpresentsエアファイル（木 11:55-12:00）
- うきうきインフォメーション（金 20:55-21:00）
- 電気ビル みらいホール インフォメーション（水 15:55-16:00）
- 福岡シティエクスプレス vivotが行く！（不定期）
- Weekly Play List（月 21:00-21:55）
- ライヴのじかん（土 20:00-20:30)

## 過去の出演番組
- SHOWER 5:00 PUNCH!!! ごじぱん（火・木）
- KIWA MONO
- Billboard Japan Hot 100 "Pick Up"
- SATURDAY MORNING EYE
- モーニングジャム〔MORNING JAM〕
  - 火曜担当（2011年4月5日 - 9月6日）
  - 水曜担当（2013年4月3日 - 2016年3月30日）
- STAND UP! MORNING WEEKEND EDITION -スタモニ ウィークエンドエディション-
- 西日本シティ銀行presents 宇佐元恭一 ラヂオ少年（日 22:00-22：30）
- パワコン うきうき通り♪
- TREASURE TIMES（番組当初 - 2018年3月、火 20:25-20:50）

プロデュース
- STAND UP! MORNING
- 堤信子のSmilin'Cafe
- FM FUKUOKA パワープレイ Ms.OOJA トーク＆ライブ(2011.6.2)